# Lộc Tiến (xã)
Lộc Tiến là một xã thuộc huyện Phú Lộc, thành phố Huế, Việt Nam.

## Địa lý
Xã Lộc Tiến có diện tích 54,15 km², dân số năm 1999 là 8.530 người, mật độ dân số đạt 158 người/km².

## Hành chính
Xã Lộc Tiến được chia thành 7 thôn: Phú Gia, Phước An, Phước Lộc, Thổ Sơn, Thủy Dương, Thủy Tụ, Trung Kiền.

## Lịch sử
Ngày 17 tháng 9 năm 1981, Hội đồng Bộ trưởng ban hành Quyết định số 73-HĐBT về việc thành lập xã Lộc Tiến trên cơ sở một phần của xã Lộc Tụ.
Ngày 30 tháng 6 năm 1989, Quốc hội ban hành Nghị quyết về việc chia tỉnh Bình Trị Thiên thành tỉnh Quảng Bình, tỉnh Quảng Trị và tỉnh Thừa Thiên Huế. Theo đó, xã Lộc Tiến thuộc huyện Phú Lộc, tỉnh Thừa Thiên Huế.
Ngày 6 tháng 2 năm 2020, HĐND tỉnh Thừa Thiên Huế ban hành Nghị quyết số 05/NQ-HĐND về việc:
- Sáp nhập một phần thôn Tam Vị vào thôn Phú Gia.
- Sáp nhập phần còn lại của thôn Tam Vị vào thôn Thổ Sơn.

Ngày 30 tháng 11 năm 2024:
- Quốc hội ban hành Nghị quyết số 175/2024/QH15[7] về việc thành lập thành phố Huế trực thuộc trung ương trên cơ sở toàn bộ diện tích và dân số tỉnh Thừa Thiên Huế (nghị quyết có hiệu lực từ ngày 1 tháng 1 năm 2025).
- Ủy ban Thường vụ Quốc hội ban hành Nghị quyết số 1314/NQ-UBTVQH15[8] về việc sắp xếp đơn vị hành chính cấp huyện, cấp xã của thành phố Huế giai đoạn 2023 – 2025 (nghị quyết có hiệu lực từ ngày 1 tháng 1 năm 2025). Theo đó, xã Lộc Tiến thuộc huyện Phú Lộc, thành phố Huế.